# 兰季德·辛格夏宫

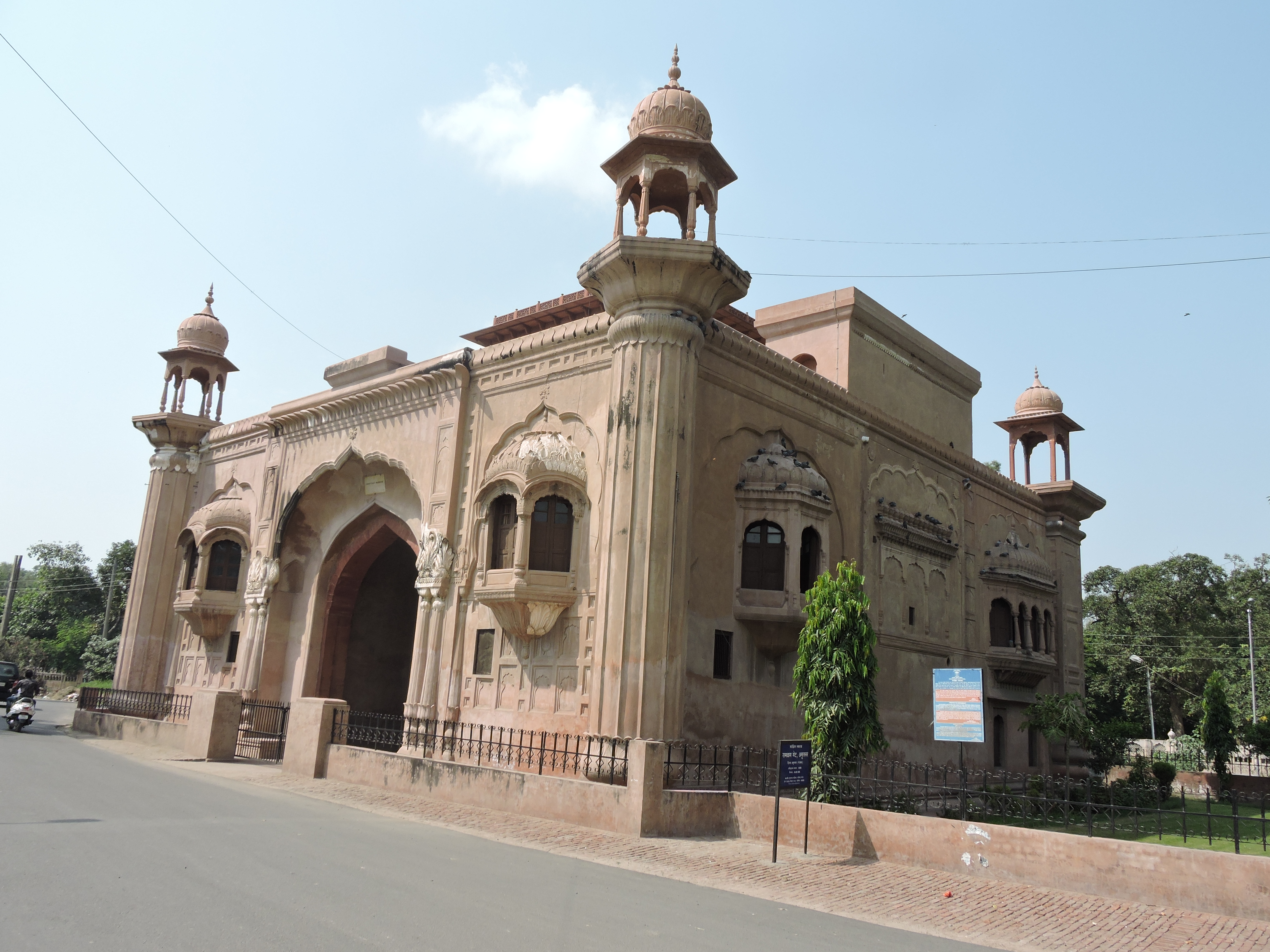
入口

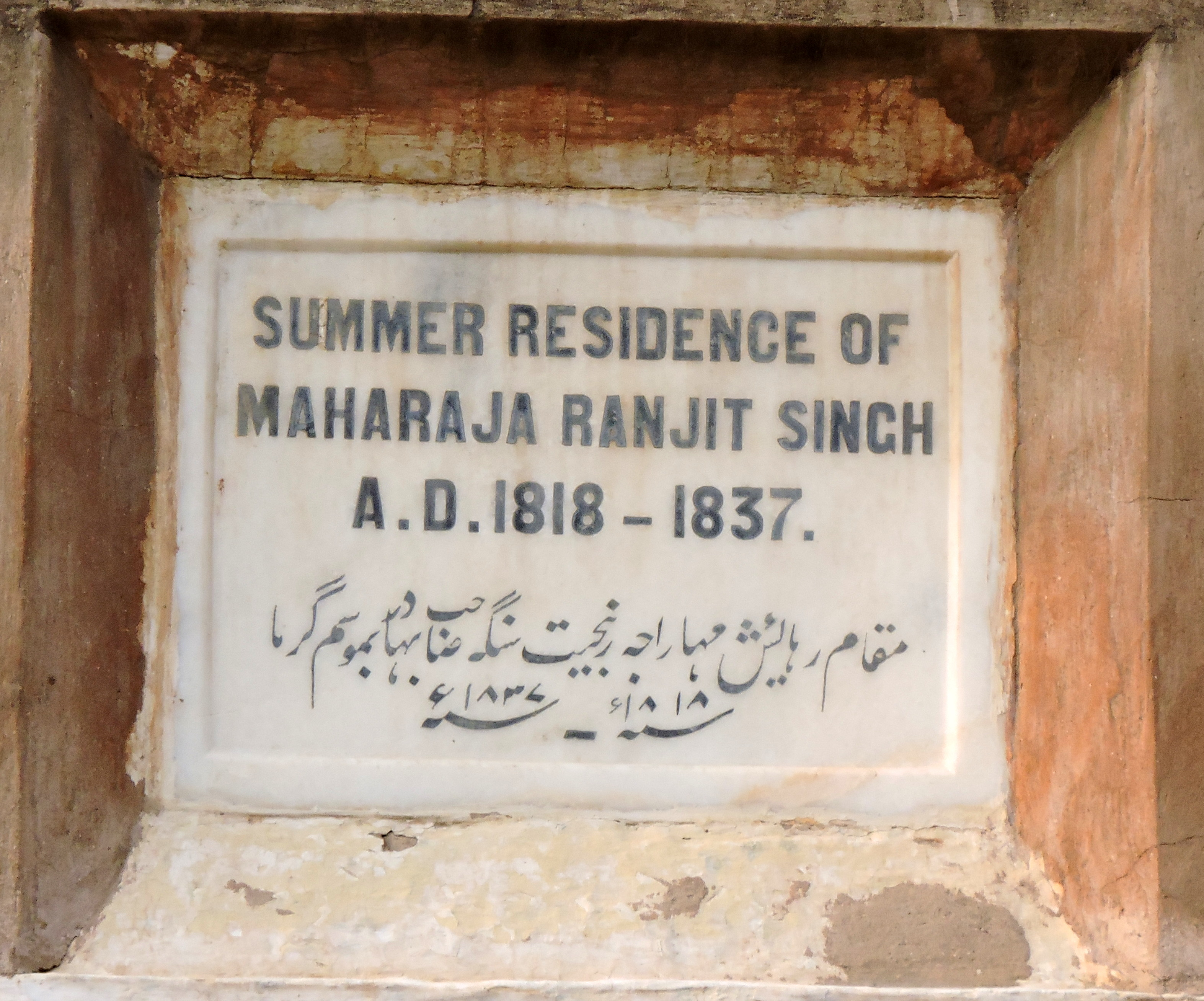
英国时期铭文

兰季德·辛格夏宫（summer palace of Maharaja Ranjit Singh），又名拉姆巴格宫（Ram Bagh Palace）是锡克帝国的创始人兰季德·辛格的夏宫，位于印度旁遮普邦阿姆利则。宫殿位于拉姆巴格花园的中心。 1997年10月10日，旁遮普邦政府将包括拉姆巴格宫在内的整个拉姆巴格建筑群宣布为保护文物。

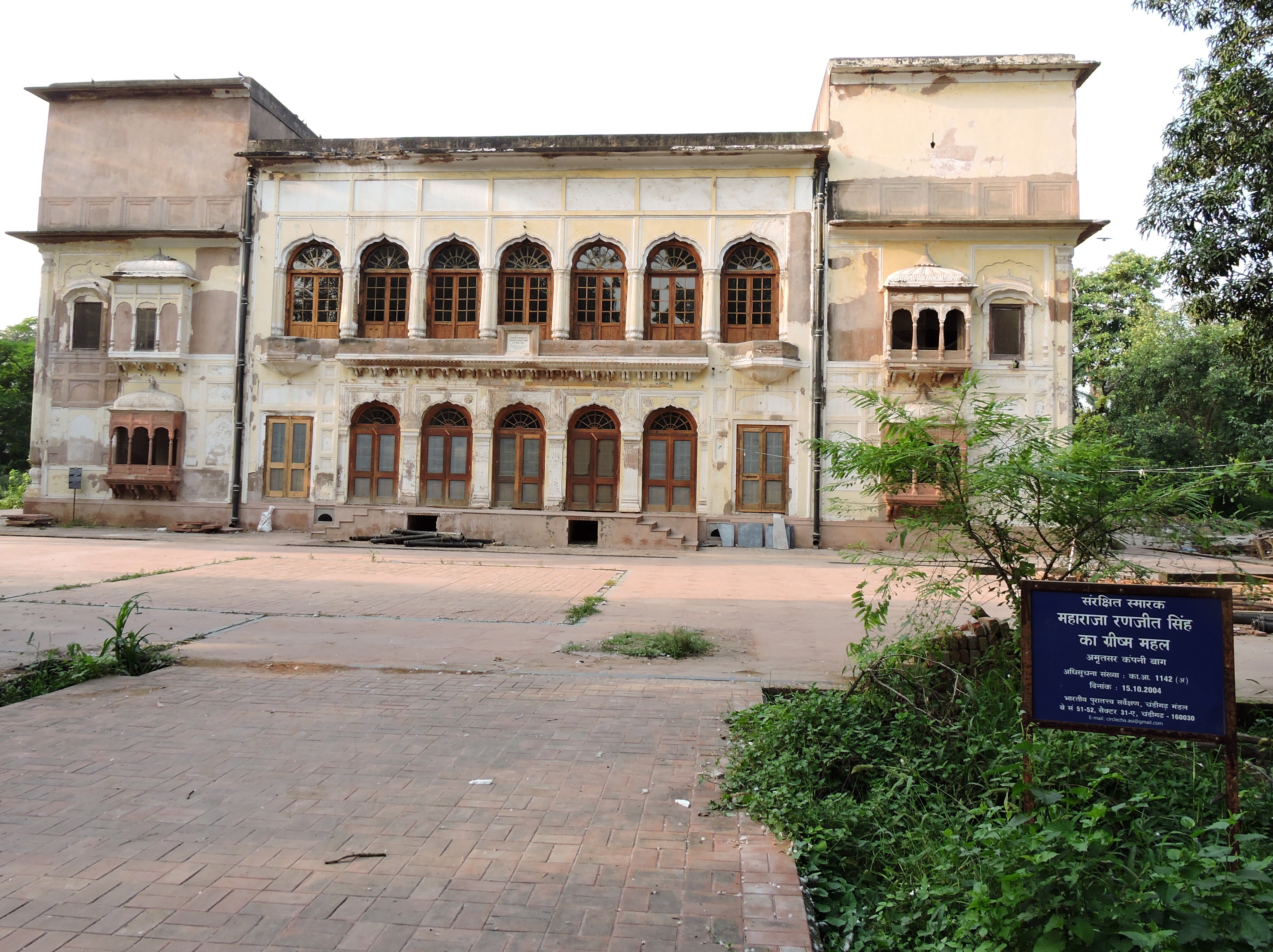
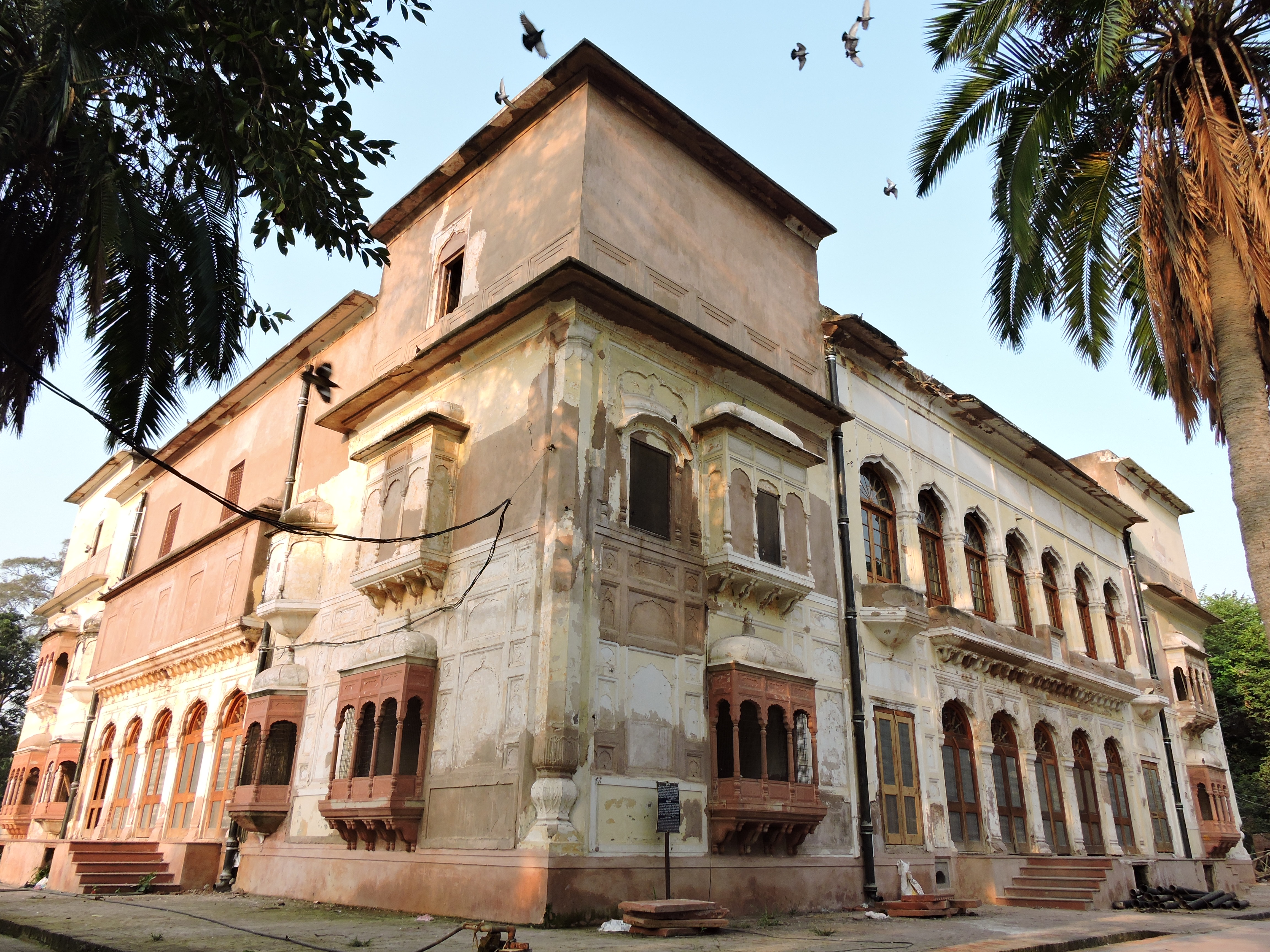
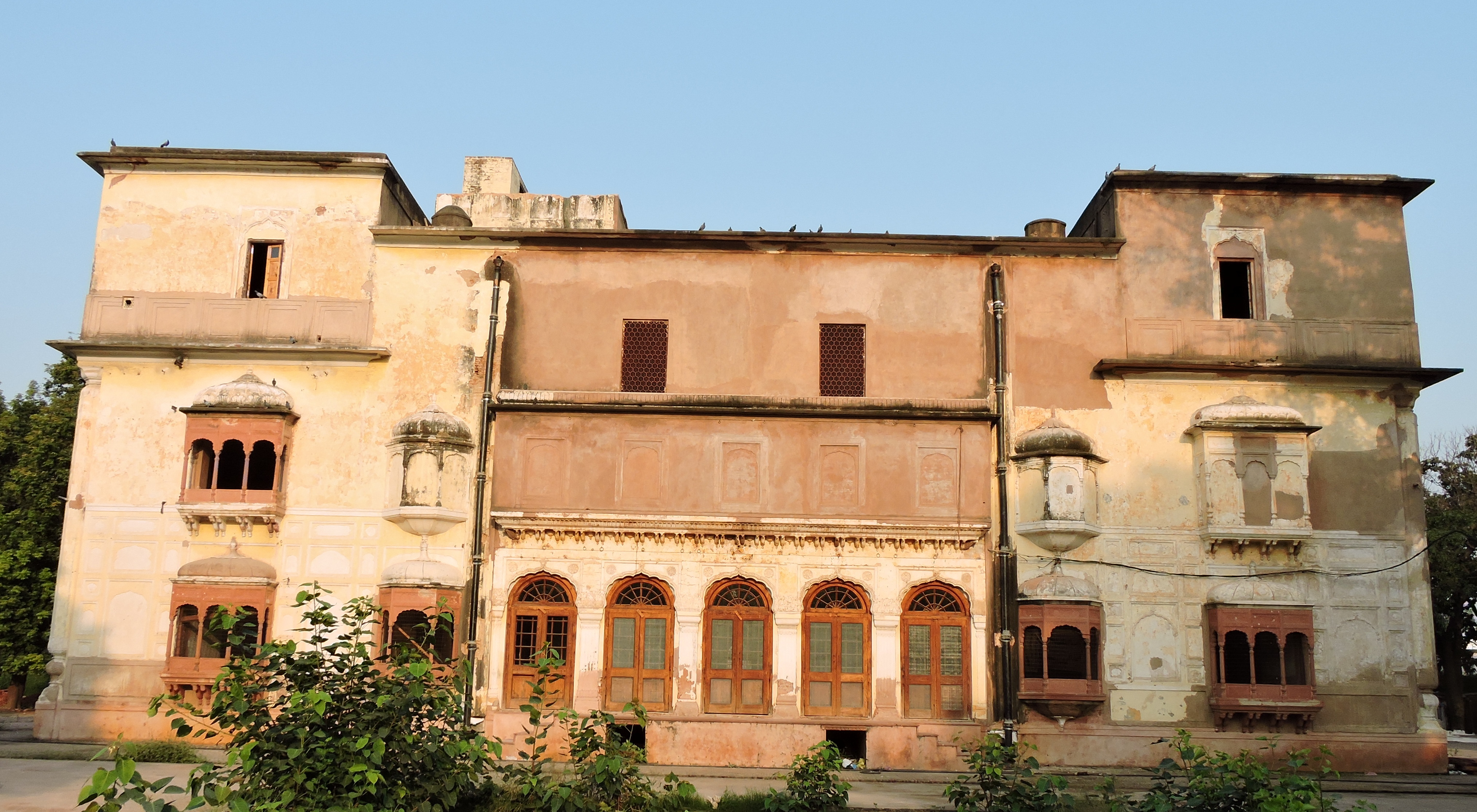
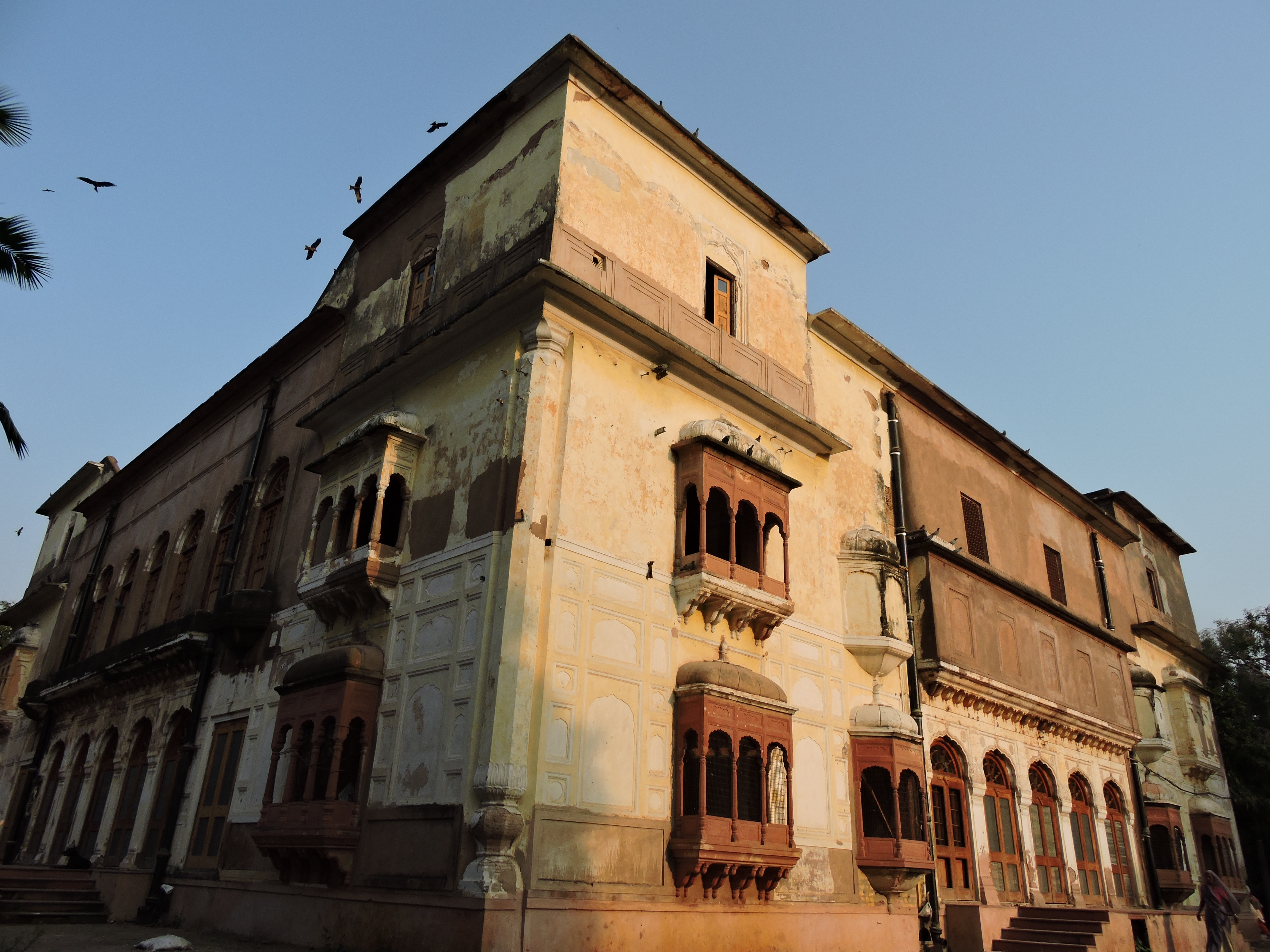
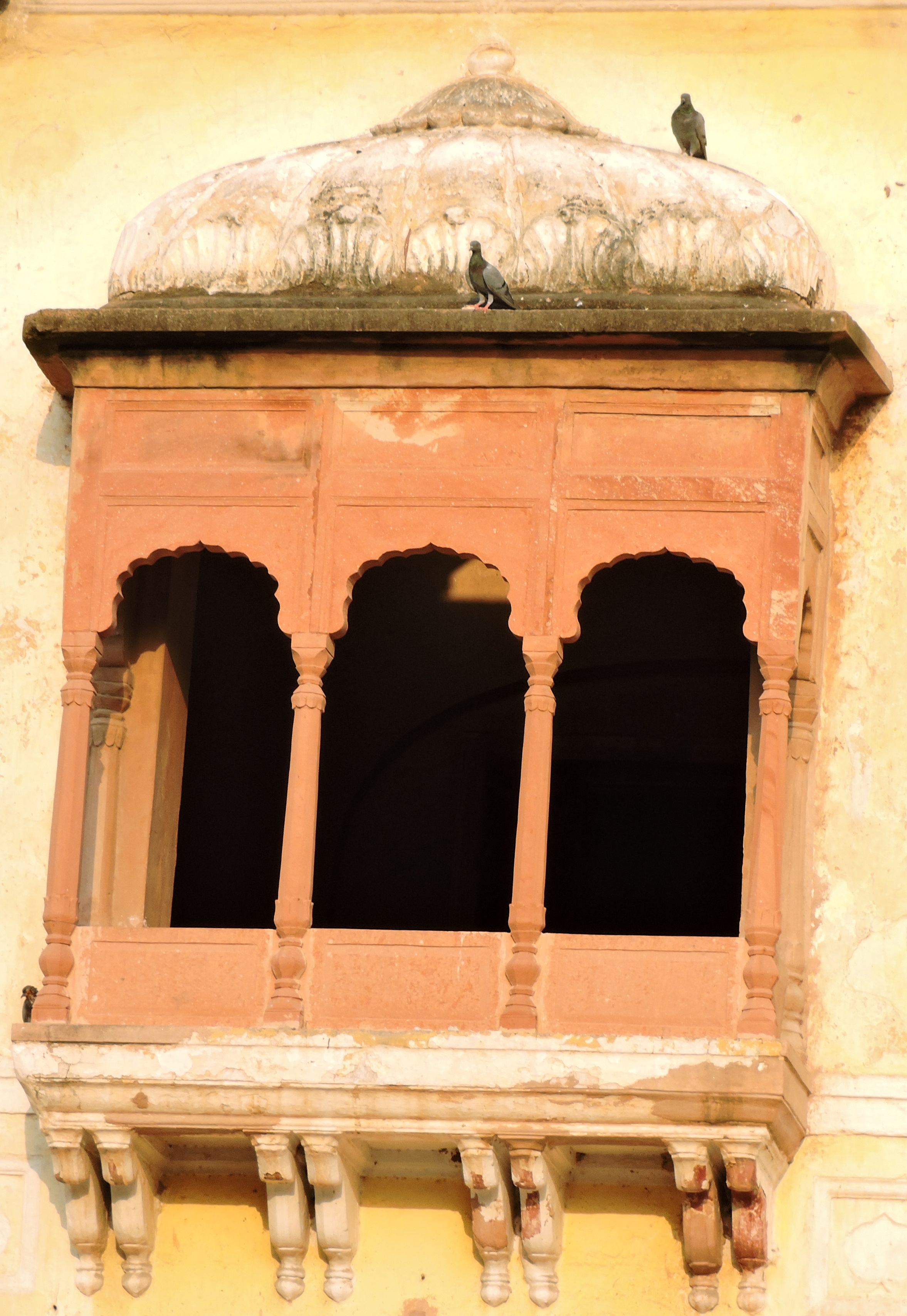
阳台
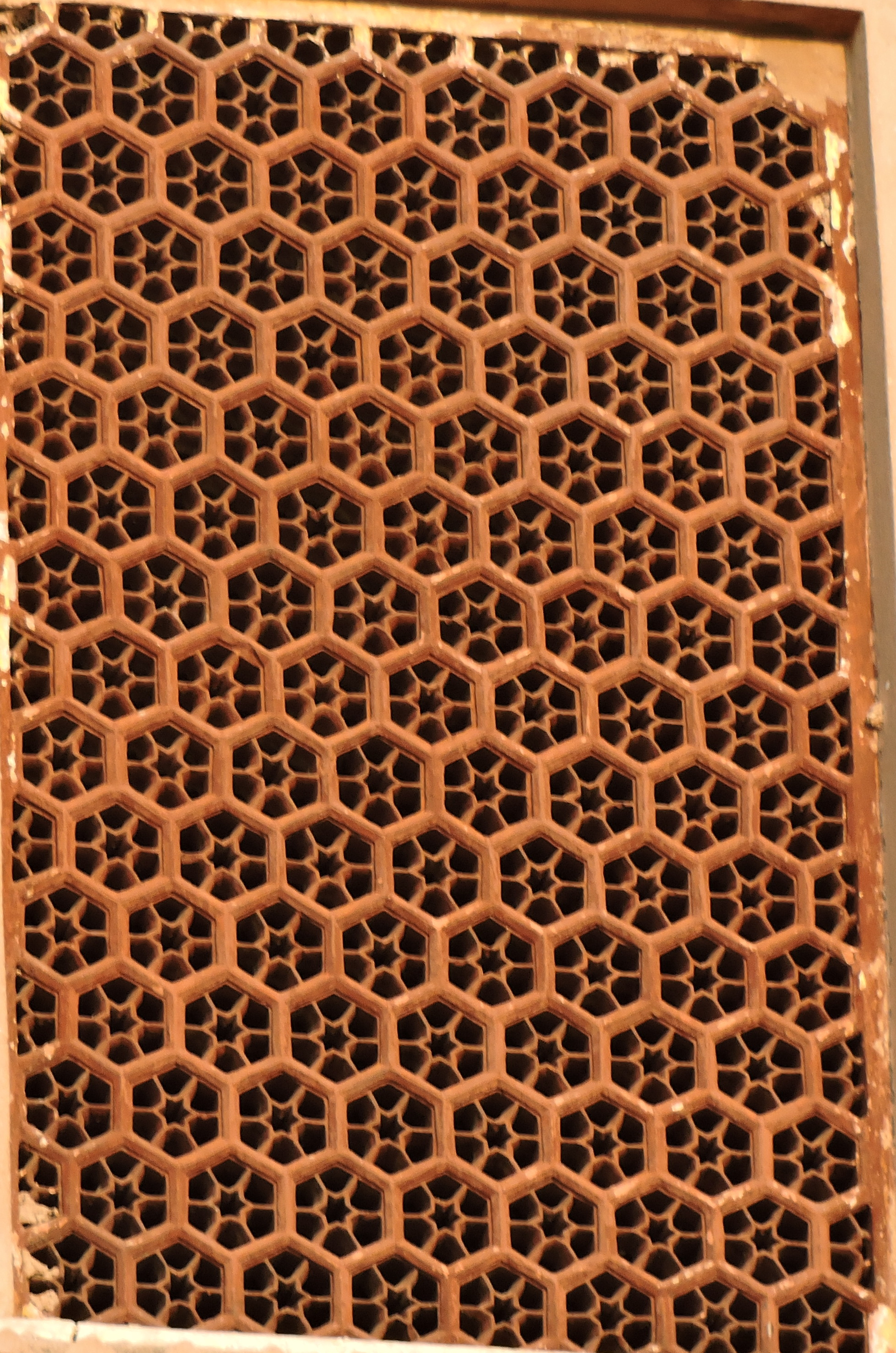
窗格
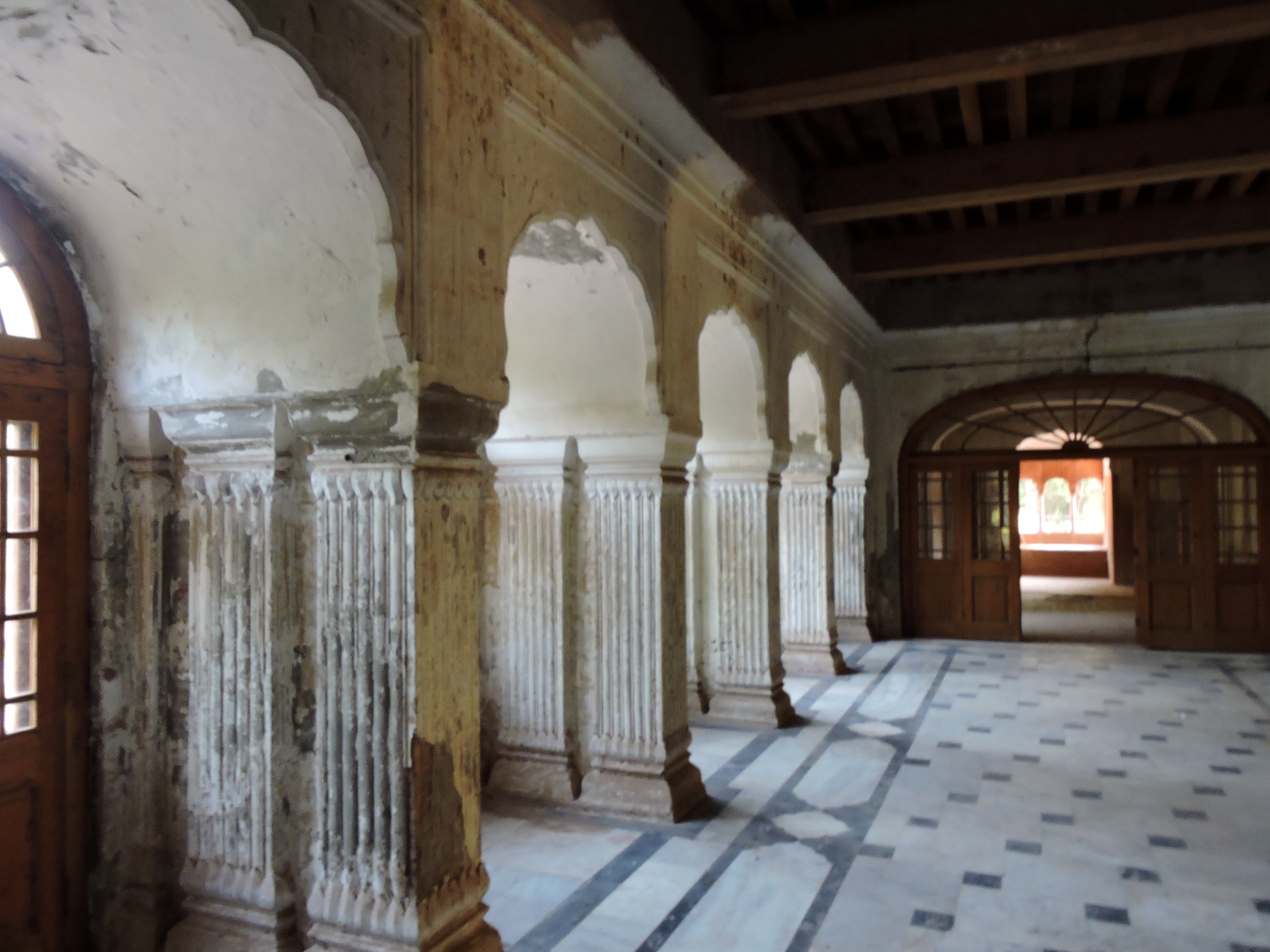
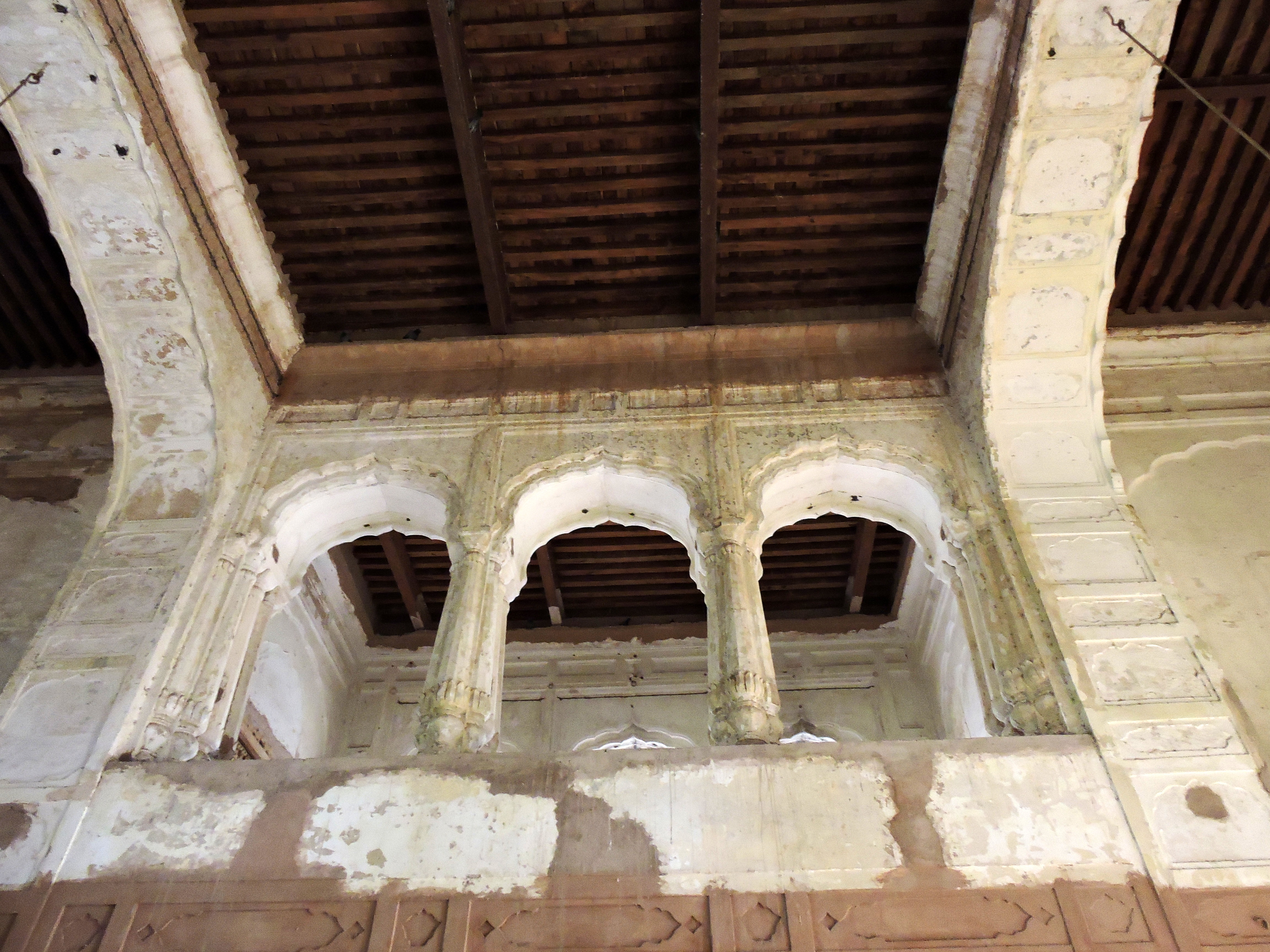
内部
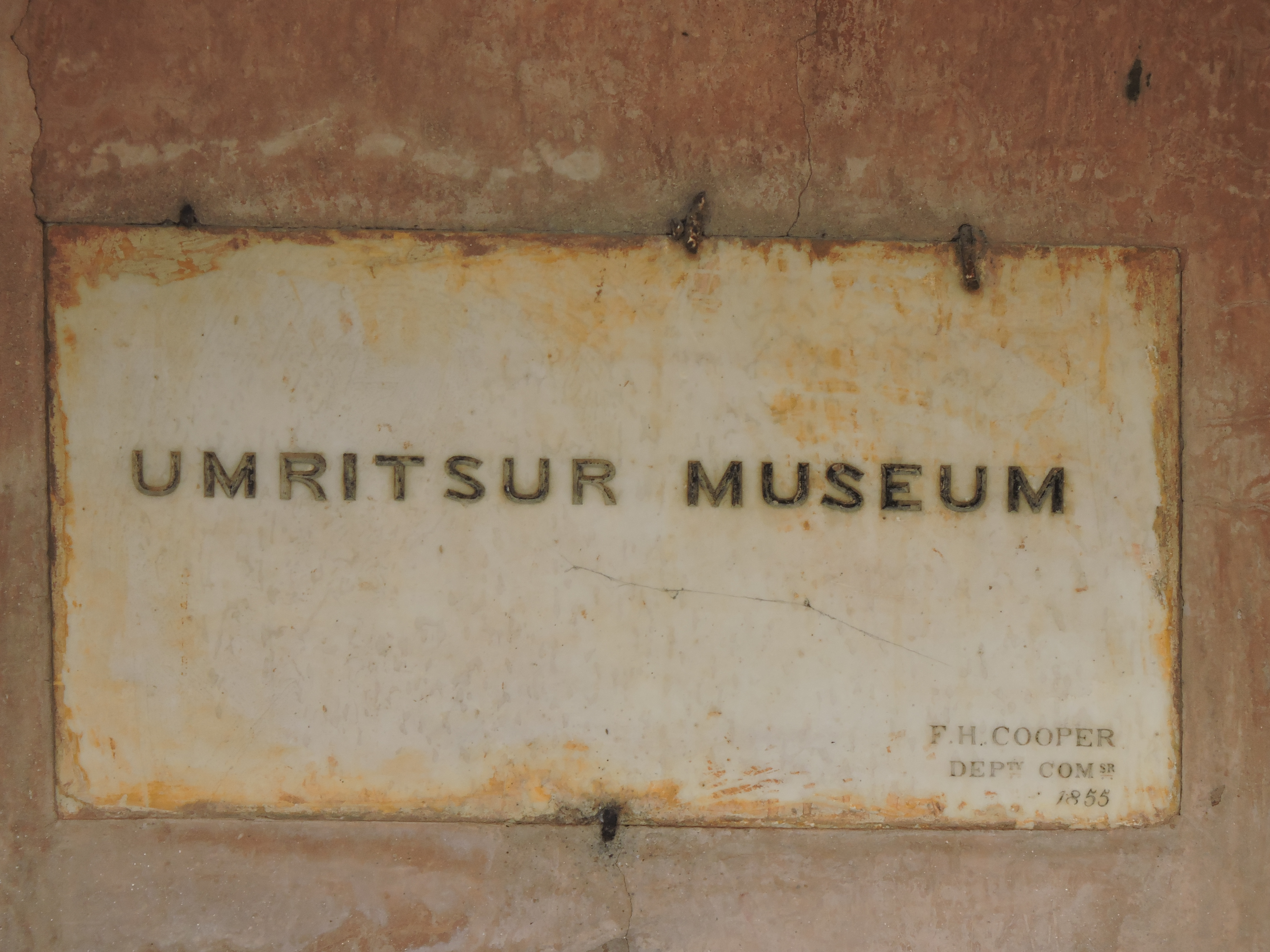
博物馆